# Ordine della Bandiera del lavoro
L'ordine della Bandiera del lavoro è stata un'onorificenza polacca.

## Storia
L'ordine è stato fondato il 2 luglio 1949.

## Classi
L'Ordine disponeva delle seguenti classi di benemerenza:
- I classe
- II classe

| Nastri    |          |
| II classe | I classe |

## Assegnazione
Fino al 1960 era assegnato a individui, aziende, istituzioni e unità territoriali per i risultati nelle seguenti aree:
- industria, agricoltura, trasporti, edilizia, commercio, stato, cooperative, finanza e altri settori dell'economia nazionale per la razionalizzazione e il miglioramento dei metodi di lavoro e per la razionalizzazione del lavoro;
- educazione, scienza, cultura e arte;
- difesa del paese;
- salute e la cultura fisica della nazione;
- servizio pubblico.

Dal 1960 era assegnato a individui, aziende, istituzioni e unità territoriali che hanno dato un servizio eccezionale alla costruzione del socialismo nella Repubblica Popolare di Polonia, in particolare nei settori:
- dell'economia nazionale, in particolare per la leadership persistente e significativa sul posto di lavoro; per l'aver migliorato l'organizzazione e i di lavoro, per aver aumentato la produttività, l'innovazione e per l'introduzione del progresso tecnologico;
- delle attività sociali e del servizio nazionale;
- dell'educazione, della scienza, della cultura e dell'arte;
- della salute e dello sviluppo della cultura fisica;
- del rafforzamento della difesa.

## Insegne
- L'insegna è una croce a cinque bracci con al centro un medaglione smaltato di blu con raffigurata sul dritto una persona che tiene una bandiera rossa e con sul rovescio la sigla "PRL". L'insegna è argentata per la II classe e dorata per la I classe.
- Il nastro è rosso con due strisce marroni ai lati.